# Hornindalsvatnet
A Hornindalsvatnet Norvégia középső részén található tó, Sogn og Fjordane tartományban. 514 méteres maximális mélységével (a Telenor mérései szerint 612 m), Európa első és a Föld 10. legmélyebb édesvizű tava. A formája egy fjordéhoz hasonlít, legnagyobb hossza 22 km. Közel található a Nord-fjordhoz, amely Norvég-tenger egyik fjordja. Rendkívül tiszta, fürdőzésre is alkalmas vizét egy gleccser táplálja. 50,42 km²-nyi területével nagyjából tizedakkora, mint a Balaton.

## Élővilága
A tiszta vízű tóban igen gazdag állatvilág fejlődött ki, többek között előfordul pisztráng, angolna, lazac.

## A tó közelében fekvő városok

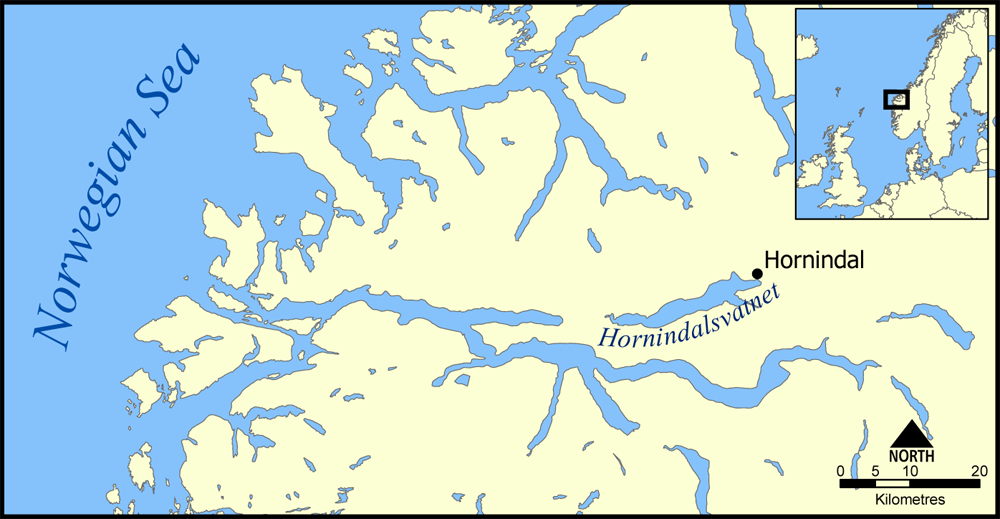
Elhelyezkedése Norvégiában

Nagyobb település közvetlenül nincs a tónál, csak kisebb lakott helyek:
- Hornindal
- Eid
- Gloppen
- Grodås
- Stryn

## Sport

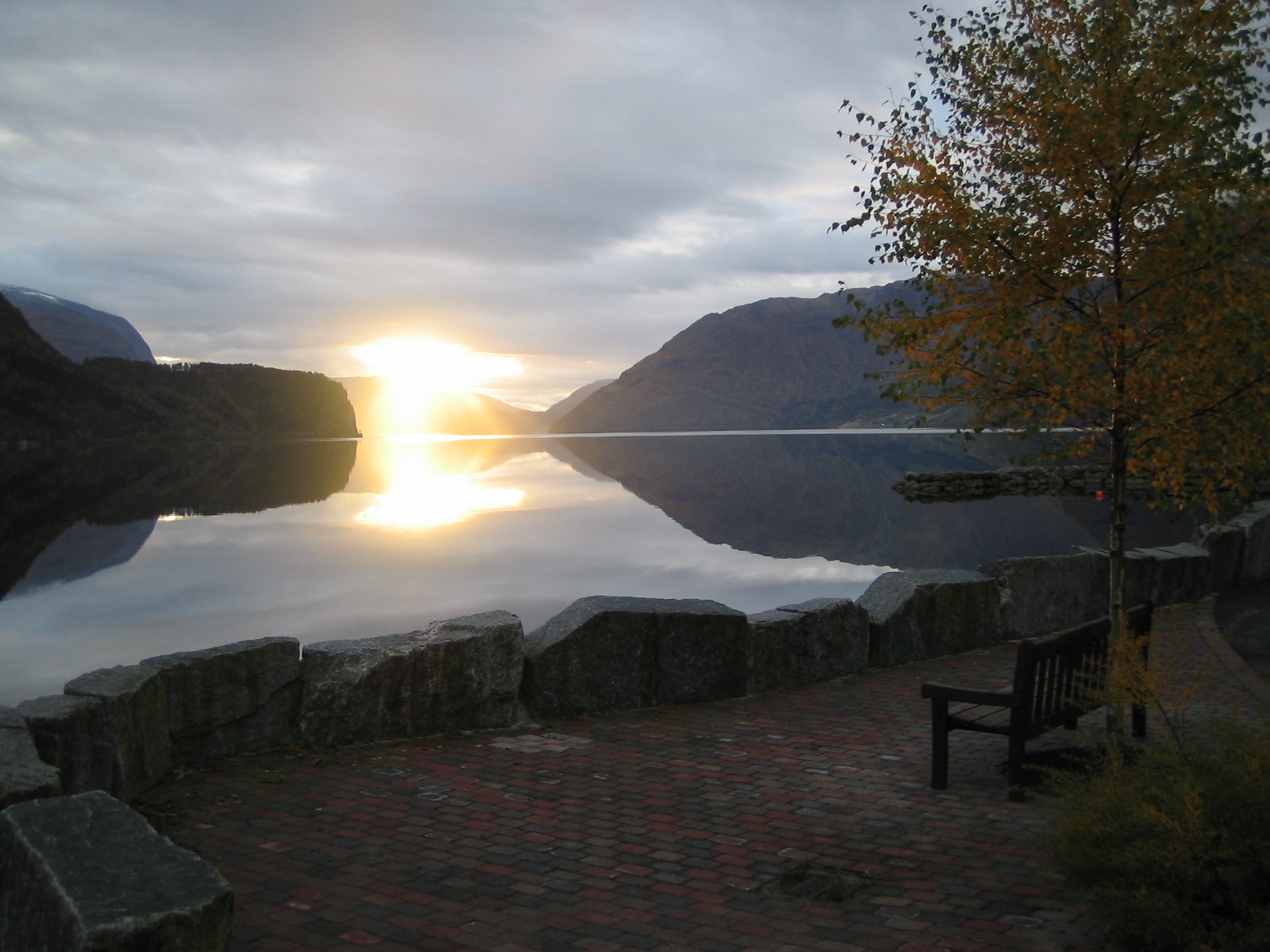
A tó Grodås felől nézve

A norvégok minden év júliusában megrendezik a Hornindalsvatnet Maratont. A részt vevő sportolók ilyenkor körbefutják a 65,64 kilométer kerületű tavat.

## Fordítás
- Ez a szócikk részben vagy egészben  a   Hornindalsvatnet című norvég Wikipédia-szócikk fordításán alapul.  Az eredeti cikk szerkesztőit annak laptörténete sorolja fel. Ez a jelzés csupán a megfogalmazás eredetét és a szerzői jogokat jelzi, nem szolgál a cikkben szereplő információk forrásmegjelöléseként.